# Sérgio Sousa
Sérgio Sousa (Santo Tirso, 11 de outubro de 1983), é um ciclista português, que foi profissional de 2005 a 2017.

## Palmarés
2010
- 2.º no Campeonato de Portugal Contrarrelógio

2012
- 3.º no Campeonato de Portugal Contrarrelógio

2014
- 3.º no Campeonato de Portugal Contrarrelógio
- 2.º no Campeonato de Portugal em Estrada

2016
- Flèche du Sud, mais 1 etapa